# NHK Trophy de 2008
NHK Trophy de 2008 foi a vigésima nona edição do NHK Trophy, um evento anual de patinação artística no gelo organizado pela Federação Japonesa de Patinação (em japonês:  日本スケート連盟), e que fez parte do Grand Prix de 2008–09. A competição foi disputada entre os dias 27 de novembro e 30 de novembro, na cidade de Tóquio, Japão.

## Eventos
- Individual masculino
- Individual feminino
- Duplas
- Dança no gelo

## Medalhistas
| Evento                        | Ouro                                      | Prata                                       | Bronze                                        |
| Individual masculino detalhes | Nobunari Oda · Japão                      | Johnny Weir · Estados Unidos                | Yannick Ponsero · França                      |
| Individual feminino detalhes  | Mao Asada · Japão                         | Akiko Suzuki · Japão                        | Yukari Nakano · Japão                         |
| Duplas detalhes               | Pang Qing · Tong Jian · China             | Rena Inoue · John Baldwin · Estados Unidos  | Jessica Dubé · Bryce Davison · Canadá         |
| Dança no gelo detalhes        | Federica Faiella · Massimo Scali · Itália | Nathalie Péchalat · Fabian Bourzat · França | Emily Samuelson · Evan Bates · Estados Unidos |

## Resultados

### Individual masculino
| Pos.              | Nome               | Nacionalidade  | Pontos | PC         | PL          |
| ----------------- | ------------------ | -------------- | ------ | ---------- | ----------- |
| Medalha de ouro   | Nobunari Oda       | Japão          | 236.18 | 81.63 (1)  | 154.55 (1)  |
| Medalha de prata  | Johnny Weir        | Estados Unidos | 224.42 | 78.15 (2)  | 146.27 (2)  |
| Medalha de bronze | Yannick Ponsero    | França         | 217.24 | 74.39 (3)  | 142.85 (3)  |
| 4                 | Kevin Reynolds     | Canadá         | 199.74 | 67.51 (6)  | 132.23 (4)  |
| 5                 | Takahito Mura      | Japão          | 198.07 | 69.70 (4)  | 128.37 (5)  |
| 6                 | Stephen Carriere   | Estados Unidos | 192.30 | 68.99 (5)  | 123.31 (6)  |
| 7                 | Adrian Schultheiss | Suécia         | 177.75 | 66.31 (7)  | 111.44 (7)  |
| 8                 | Yasuharu Nanri     | Japão          | 167.73 | 63.87 (8)  | 103.86 (10) |
| 9                 | Andrei Lutai       | Rússia         | 166.36 | 56.34 (11) | 110.02 (8)  |
| 10                | Peter Liebers      | Alemanha       | 165.90 | 58.27 (10) | 107.63 (9)  |
| 11                | Anton Kovalevski   | Ucrânia        | 157.94 | 58.84 (9)  | 99.10 (12)  |
| 12                | Jamal Othman       | Suíça          | 157.90 | 55.94 (12) | 101.96 (11) |

### Individual feminino
| Pos.              | Nome                    | Nacionalidade  | Pontos | PC         | PL         |
| ----------------- | ----------------------- | -------------- | ------ | ---------- | ---------- |
| Medalha de ouro   | Mao Asada               | Japão          | 191.13 | 64.64 (1)  | 126.49 (1) |
| Medalha de prata  | Akiko Suzuki            | Japão          | 167.64 | 55.56 (4)  | 112.08 (2) |
| Medalha de bronze | Yukari Nakano           | Japão          | 166.87 | 54.82 (5)  | 112.05 (3) |
| 4                 | Ashley Wagner           | Estados Unidos | 161.10 | 61.52 (2)  | 99.58 (5)  |
| 5                 | Laura Lepistö           | Finlândia      | 158.85 | 59.14 (3)  | 99.71 (4)  |
| 6                 | Katrina Hacker          | Estados Unidos | 139.46 | 53.80 (6)  | 85.66 (6)  |
| 7                 | Cynthia Phaneuf         | Canadá         | 138.90 | 53.48 (7)  | 85.42 (7)  |
| 8                 | Mirai Nagasu            | Estados Unidos | 124.22 | 50.14 (8)  | 74.08 (9)  |
| 9                 | Kim Na-young            | Coreia do Sul  | 119.77 | 47.92 (9)  | 71.85 (11) |
| 10                | Annette Dytrt           | Alemanha       | 115.57 | 37.62 (12) | 77.95 (8)  |
| 11                | Anastasia Gimazetdinova | Uzbequistão    | 115.10 | 42.84 (10) | 72.26 (10) |
| 12                | Katarina Gerboldt       | Rússia         | 113.95 | 42.42 (11) | 71.53 (12) |

### Duplas
| Pos.              | Nome                              | Nacionalidade  | Pontos | PC        | PL         |
| ----------------- | --------------------------------- | -------------- | ------ | --------- | ---------- |
| Medalha de ouro   | Pang Qing / Tong Jian             | China          | 186.06 | 63.10 (1) | 122.96 (1) |
| Medalha de prata  | Rena Inoue / John Baldwin         | Estados Unidos | 161.49 | 57.60 (2) | 103.89 (2) |
| Medalha de bronze | Jessica Dubé / Bryce Davison      | Canadá         | 156.76 | 55.24 (3) | 101.52 (3) |
| 4                 | Stacey Kemp / David King          | Reino Unido    | 132.89 | 49.36 (4) | 83.53 (4)  |
| 5                 | Maria Sergejeva / Ilja Glebov     | Estônia        | 127.70 | 45.32 (6) | 82.38 (5)  |
| 6                 | Laura Magitteri / Ondřej Hotárek  | Itália         | 127.18 | 45.10 (7) | 82.08 (6)  |
| 7                 | Meeran Trombley / Laureano Ibarra | Estados Unidos | 124.92 | 44.40 (8) | 80.52 (7)  |
| 8                 | Monica Pisotta / Michael Stewart  | Canadá         | 124.80 | 47.78 (5) | 77.02 (8)  |

### Dança no gelo
| Pos.              | Nome                                | Nacionalidade  | Pontos | DC         | DO         | DL         |
| ----------------- | ----------------------------------- | -------------- | ------ | ---------- | ---------- | ---------- |
| Medalha de ouro   | Federica Faiella / Massimo Scali    | Itália         | 176.67 | 35.61 (1)  | 53.78 (2)  | 87.28 (1)  |
| Medalha de prata  | Nathalie Péchalat / Fabian Bourzat  | França         | 175.42 | 33.20 (2)  | 54.27 (1)  | 87.95 (2)  |
| Medalha de bronze | Emily Samuelson / Evan Bates        | Estados Unidos | 161.45 | 32.18 (3)  | 50.92 (4)  | 78.35 (3)  |
| 4                 | Ekaterina Bobrova / Dmitri Soloviev | Rússia         | 159.96 | 29.80 (6)  | 49.61 (5)  | 80.55 (4)  |
| 5                 | Kristina Gorshkova / Vitali Butikov | Rússia         | 159.51 | 31.54 (4)  | 51.80 (3)  | 76.17 (5)  |
| 6                 | Kimberly Navarro / Brent Bommentre  | Estados Unidos | 155.60 | 31.01 (5)  | 47.91 (6)  | 76.68 (6)  |
| 7                 | Kaitlyn Weaver / Andrew Poje        | Canadá         | 151.10 | 28.70 (7)  | 46.58 (7)  | 75.82 (7)  |
| 8                 | Cathy Reed / Chris Reed             | Japão          | 135.83 | 27.17 (8)  | 39.87 (10) | 68.79 (8)  |
| 9                 | Yu Xiaoyang / Wang Chen             | China          | 131.90 | 25.46 (9)  | 40.78 (8)  | 65.66 (9)  |
| 10                | Isabella Pajardi / Stefano Caruso   | Itália         | 128.35 | 23.86 (10) | 40.52 (9)  | 63.97 (10) |

## Quadro de medalhas
| Ordem | País           | Medalha de ouro | Medalha de prata | Medalha de bronze |    | Ordem por total |
| ----- | -------------- | --------------- | ---------------- | ----------------- | -- | --------------- |
| 1     | Japão          | 2               | 1                | 1                 | 4  | 1               |
| 2     | China          | 1               |                  |                   | 1  | 4               |
| 2     | Itália         | 1               |                  |                   | 1  | 4               |
| 4     | Estados Unidos |                 | 2                | 1                 | 3  | 2               |
| 5     | França         |                 | 1                | 1                 | 2  | 3               |
| 6     | Canadá         |                 |                  | 1                 | 1  | 4               |
| TOTAL | TOTAL          | 4               | 4                | 4                 | 12 | —               |